# Срібна Земля. Хроніка Карпатської України 1919—1939
«Срібна Земля. Хроніка Карпатської України 1919—1939» — український документальний фільм 2012 року, поставлений режисером Тарасом Химичем, композитором Любомиром Соломченком і продюсером Тарасом Чолієм. Ґрунтовне дослідження історії Закарпаття періоду 1919—1939 років сфільмоване кіностудією «Invert Pictures» на замовлення громадської організації «Західно-Український Центр Історичних Досліджень». «Срібна Земля» продовжує серію документальних стрічок про історію України. Попереднім проектом є фільм «Золотий вересень. Хроніка Галичини 1939—1941» (2010 рік). Сезон прем'єр нової документальної стрічки у містах України розпочався 14 березня 2012 року з міста Ужгород.

## Сюжет
У фільмі поєднано три сюжетні лінії — розповіді очевидців, маловідомі документи, майстерно відзняті краєвиди та художні сцени. У звуковій палітрі кінострічки гармонійно переплетені авторська та етнічна музика.
Для створення фільму використано кадри кінохроніки кінооператора Каленика Лисюка, чехословацькі військові хроніки, а також матеріали британського журналіста Майкла Вінча та кореспондента американської газети New York Times Ен МакКормік, які працювали тоді в Карпатській Україні як міжнародні спостерігачі.
Важливою лінією у документальній стрічці є спогади очевидців й учасників подій міжвоєнного періоду на Закарпатті. Загалом до фільму було опитано понад 20 людей. Зокрема, у фільмі використано уривки спогадів з інтерв'ю Степана Стойки, Євгена Гладишевського, Юрія Сливки, Василя Белея, Богдана Пришлякевича, Анастасії Халахан та інших. Деякі з очевидців вже померли (Михайло Петричко та Панько Попович).
У фільмі відтворено культурне життя, елементи одягу та побуту русинів-українців Закарпаття, реконструйовано костюми січовиків Карпатської Січі, однострої пластунів, майстерно відзняті гірські пейзажі. Такі деталі роблять фільм колоритним та ознайомлюють сучасного глядача з культурними особливостями місцевості та людей, що жили у 1919—1939 роках. Навіть спеціально відзняті художні сцени, використані у фільмі, відтворені на основі історичних фактів.
Стрічка є новою спробою усвідомлення історичної ролі Закарпаття для України та Центрально-Східної Європи. Це епічна розповідь про історію розвитку й становлення цього мальовничого куточку України. Адже багатонаціональний край в минулому неодноразово ставав причиною воєн і геополітичних конфліктів.

## У ролях
- Юрій Хвостенко
- Галина Далявська
- Олександра Люта
- Василь Коржук
- Богдан Ревкевич
- Дмитро Каршневич
- Микола Береза
- Едвард Бернс
- Володимир Правосудов
- Ярослав Кіргач
- Ярослав Радевич

## Творчий колектив фільму
Над створенням кінострічки працювали: режисер Тарас Химич, продюсер Тарас Чолій, композитор Любомир Соломченко, звукорежисер Роман Микульський, науковий консультант Олександр Пагіря, повітряний оператор Руслан Грицайло; гурти «Бурдон», «Люди добрі», «Картон», «Пропала грамота», «Чорні черешні», «Гудаки», «Rock-H», «Дивні», «Піккардійська Терція», хор «Гомін», співак Владіслав Левицький. 

## Робота над фільмом
Робота над фільмом тривала впродовж 2010—2012 років, загалом понад 15 місяців. До створення фільму долучилося близько ста осіб. Зйомки проводилась у тих самих географічних місцях, про які йдеться в історичних хроніках та розповідях — Ужгороді, Львові, Хусті, Берегове, Колочаві, Великому Бичкові, Ясіні, на карпатських перевалах.
Незвичний формат фільму — це новий досвід для українського документального кіно, який творці нарекли «епічним документальним кіно».

## Музика «Срібної Землі»
Важливим доповненням до фільму на DVD-диску є окремий диск під назвою «Музика Срібної Землі». До подарункової музичної збірки увійшли твори українських гуртів та окремих виконавців, серед яких «Бурдон», «Люди добрі», «Картон», «Пропала грамота», хор «Гомін», Владіслав Левицький, «Чорні черешні», «Гудаки», «Рокаш», «Дивні», «Піккардійська Терція». Пісня «У горах бій» Ореста Пруса із групи «Картон» та пісня «Тільки чекай» Владіслава Левицького написані спеціально для фільму. Інші пісні були написані раніше, проте у новому виконанні набули нового звучання.